# Limnophyes collaris
Limnophyes collaris är en tvåvingeart som först beskrevs av Edwards 1931.  Limnophyes collaris ingår i släktet Limnophyes och familjen fjädermyggor. Inga underarter finns listade i Catalogue of Life.